# Voetbalbond van Antigua en Barbuda
De Antigua and Barbuda Football Association of Voetbalbond van Antigua en Barbuda (ABFA) is een voetbalbond van Antigua en Barbuda. De voetbalbond werd opgericht in 1928 en is ook lid van de CONCACAF. In 1972 werd de bond lid van de FIFA.
Het organiseert onder andere het Premier League (Antigua en Barbuda) (clubcompetitie voor mannen). De voetbalbond is ook verantwoordelijk voor het voetbalelftal van Antigua en Barbuda.